# Изабелла Арагонская (графиня Урхеля)
Изабелла Арагонская (1376—1424) — младшая дочь короля Арагона Педро IV и Сибиллы де Фортия. Инфанта Арагонская; в замужестве — графиня Урхеля.

## Жизнь
29 июня 1407 года в Валенсии Изабелла вышла замуж за Хайме II, графа Урхеля. В 1408 году Хайме был назначен лейтенантом королевства Арагон.
Графство Урхель было ликвидировано в 1413 году после восстания её мужа против нового короля Арагона Фердинанда I, который был избран на престол Арагона в 1412 году, несмотря на то, что у Хайме были более сильные притязания, так как он являлся ближайшим законным представителем королевского дома Арагона. До этого король Фердинанд предлагал Хайме 150 тысяч флоринов, звание герцога Монблана, и предложил заключить брак между его сыном Генрихом и старшей дочерью Хайме, Изабеллой. Хайме отверг предложения Фердинанда по совету своей матери. Хайме потерял титул и имущество, был осуждён по решению суда и приговорён к пожизненному заключению.
У Хайме и Изабеллы было пятеро детей:
- Изабелла (1409—1430), муж (1428) — Педро, герцог Коимбры
- Филипп (ум. 1422)
- Элеонора (1414—1438), муж (1436) — Раймонд Орсини
- Хуана (1415—1445), 1-й муж Жан I де Фуа (1435), второй муж — Хуан Рамон Фольк III де Кардона (1445).
- Екатерина (ум. до 1424)

Изабелла умерла в 1424 году, пережив как минимум двоих своих детей. Её муж находился в тюрьме в Хативе, где и умер в 1433 году. Их старшая дочь Изабелла стала графиней Урхеля и вышла замуж за герцога Коимбры.